# پایگاه هوایی فرخار
پایگاه هوایی فرخار (انگلیسی: Farkhor Air Base) پایگاه هوایی در تاجیکستان می‌باشد که هند آن را در سال ۲۰۰۶ کاملاً عملیاتی کرد.